# UFC Undisputed 3
UFC Undisputed 3 es un videojuego de artes marciales mixtas desarrollado por Yuke's para PlayStation 3 y Xbox 360. Se basa en la marca Ultimate Fighting Championship (UFC) y fue lanzado el 14 de febrero de 2012 en Norteamérica y el 17 en Europa. El 5 de junio de 2012, se anunció que THQ había vendido la licencia de UFC a Electronic Arts y cerró el taller que trabajó en la franquicia.

## Cambios en la jugabilidad
UFC Undisputed 3 tiene muchos nuevos cambios respecto a UFC Undisputed 2010, incluyendo los siguientes:
- Nuevos servidores de THQ para el juego en línea y contenido descargable. Con el pase de temporada se pueden descargar combatientes.
- Modo PRIDE, con reglas de PRIDE, ring, y los combatientes. Comentado por Bas Rutten y Stephen Quadros. Lenne Hardt anuncia a los luchadores en PRIDE.
- Un sistema completamente nuevo de sumisiones.
- Mo-nivelación utilizado para los combatientes dando movimiento más realista e impactante.
- Nueva Estadísticas: Footwork, Ground Grapple superior e inferior para la ofensa y defensa.
- Entradas de los luchadores.
- Dos opciones de juego: tradicional y simplificado. (Controles Pro y Amateur).
- TKO por patadas a las piernas.
- Nuevos sistemas de sumisión incluyendo (rear naked choke trasera de pie), (guillotine choke de pie), y la (tijera voladora heel hook).
- Nuevas animaciones de KO.
- Daños de recuperación entre rondas.
- Los cortes afectan a la resistencia y la velocidad de recuperación de energía.
- Rediseñado de golpes sorprendentes, jabs, ataques rápidos y combinaciones.
- Nuevo sistema de aguante. Tu resistencia sólo puede volver a subir hasta el momento que esté completamente descansado.
- Nuevos controles de clinch. Puedes cerrar la distancia para evitar el rodillazo en la cabeza y golpes al salir. (Esto también ayuda en otras áreas).
- Nueva transición en el clinch para recuperar el control.
- Los ataques con las rodillas se pueden hacer al cuerpo y pueden ser bloqueados.
- Decaimiento de las estadísticas eliminado en el Modo Carrera.
- El Roster de los combatientes de UFC y PRIDE ahora se pueden tomar a través del modo carrera.
- Nuevas posiciones de suelo con la jaula.
- El uso de la jaula para crear sumisiones y el "wall walking" a una posición de pie.
- Las nuevas opciones, como el modo de simulación de aguante, el modo de Competencia Spec (Quita todos los elementos aleatorios como flash KO's y las paradas del médico), y Stat Equalizer (Iguala todas las estadísticas a 90 para ambos peleadores).
- El alcance es ahora una parte importante en el golpeo.
- Los peleadores son ahora capaces de balancearse en el suelo para evitar los golpes.
- Un sistema nuevo de amago.
- Derribo-interceptación con las rodillas se han añadido.
- "Termina la pelea", te permite continuar con los golpes hasta que el árbitro te quita.
- Los barridos están de vuelta incluyendo los nuevos.
- El span del codo se ha solucionado. Sólo los combatientes de rango tienen codazos en clinch.
- Pride Grand Prix han sido incluidos, con la capacidad de tener peleas en la misma noche con el daño de pasar a la próxima pelea.
- El retorno del Madison Square Garden. Estaba disponible en UFC Undisputed 2009, pero no en UFC Undisputed 2010. Los lugares disponibles son MGM Grand Garden Arena, Mandalay Bay, The O2, Bell Centre, Palms Casino Resort, y el Red Rock Resort Spa and Casino. Los combates de PRIDE se realizan en el Saitama Super Arena y los de WFA en The Joint.
- Los árbitros disponibles en el juego son: Mario Yamasaki, Herb Dean, Yves Lavigne, Josh Rosenthal, Dan Miragliotta y Kevin Mulhall.
- Yuji Shimada es el árbitro de PRIDE.

## Peleadores

### UFC
La lista de peleadores de UFC fue revelada por ESPN.
|  | Pesos pesados - Junior dos Santos - Caín Velásquez - Brock Lesnar - Shane Carwin - Frank Mir - Antônio Rodrigo Nogueira - Roy Nelson - Brendan Schaub - Cheick Kongo - Travis Browne - Mirko Filipović - Ben Rothwell - Stefan Struve - Pat Barry - Gabriel Gonzaga - Sean McCorkle - Alistair Overeem[DLC] | Pesos semipesados - Jon Jones - Rashad Evans - Quinton Jackson - Mauricio Rua - Lyoto Machida - Dan Henderson[ME] - Tito Ortiz - Forrest Griffin - Rich Franklin[ME] - Chuck Liddell - Matt Hamill - Ryan Bader - Thiago Silva - Antônio Rogério Nogueira - Vladimir Matyushenko - Brandon Vera - Cyrille Diabaté - Jason Brilz - Phil Davis[DLC] | Pesos medios - Anderson Silva[SE] - Yushin Okami - Vitor Belfort[SE] - Chael Sonnen - Demian Maia - Wanderlei Silva[SE] - Michael Bisping - Rousimar Palhares - Chris Leben - Mark Muñoz - Alan Belcher - Court McGee - Yoshihiro Akiyama - Jorge Rivera - Kendall Grove - Nate Marquardt - Brian Stann[DLC] - Jason Miller[DLC] - Alessio Sakara[DLC] - Kyle Noke[DLC] | Pesos wélter - Georges St-Pierre[ME] - Jon Fitch - B.J. Penn[LI] - Jake Shields[ME] - Josh Koscheck - Carlos Condit - Thiago Alves - Matt Hughes - Diego Sánchez[LI] - Martin Kampmann[ME] - Matt Serra - Dong-Hyun Kim - Nate Diaz[LI] - Dan Hardy - Paulo Thiago - Mike Swick[ME] - Chris Lytle - Nick Diaz[DLC] - Rory MacDonald[DLC] - Anthony Johnson[DLC] - John Hathaway[DLC] - Pascal Krauss[DLC] |

| Pesos ligeros - Frankie Edgar - Gray Maynard - Sean Sherk - Jim Miller - Clay Guida - Anthony Pettis - Benson Henderson - Melvin Guillard - Donald Cerrone - Dennis Siver - Evan Dunham - Takanori Gomi - George Sotiropoulos - Joe Stevenson[PL] - Ross Pearson - Joe Lauzon[DLC] - Sam Stout[DLC] - Charles Oliveira[DLC] | Pesos pluma - José Aldo - Kenny Florian[LI] - Mark Hominick - Chad Mendes - Manvel Gamburyan - Diego Nunes - Mike Brown - Erik Koch - Josh Grispi - Cub Swanson - Tiequan Zhang - Leonard García - Javier Vázquez - George Roop - Raphael Assuncão - Fredson Paixao - Chan-Sung Jung[DLC] | Pesos gallo - Dominick Cruz - Urijah Faber[PL] - Brian Bowles - Demetrious Johnson - Joseph Benavidez - Miguel Torres - Scott Jorgensen - Eddie Wineland - Brad Pickett - Takeya Mizugaki - Renan Barão - Damacio Page - Norifumi Yamamoto - Antonio Bañuelos - Chris Cariaso - Charlie Valencia | Leyenda - [PE] Puede cambiar al peso pesado - [SE] Puede cambiar al peso semipesado - [ME] Puede cambiar al peso medio - [WE] Puede cambiar al peso wélter - [LI] Puede cambiar al peso ligero - [PL] Puede cambiar al peso pluma - [GA] Puede cambiar al peso gallo - [DLC] Contenido descargable |

### PRIDE
La lista de peleadores de PRIDE fue revelada por ESPN.
|  | Pesos pesados - Antônio Rodrigo Nogueira - Mirko Filipović - Mark Coleman - Kevin Randleman[ME] - Heath Herring - Mark Hunt - Don Frye - Gary Goodridge - Gilbert Yvel - Bob Sapp - Dan Severn | Pesos medios - Dan Henderson[WE] - Wanderlei Silva[WE] - Mauricio Rua - Quinton Jackson - Antônio Rogério Nogueira - Chuck Liddell - Rameau Sokoudjou - Vitor Belfort - Kazuhiro Nakamura - Murilo Rua - Phil Baroni | Pesos wélter - Royce Gracie - Akihiro Gono[ME] - Denis Kang - Paulo Filho[ME] - Ryo Chonan - Carlos Newton - Murilo Bustamante[ME] - Anderson Silva[ME] | Pesos ligeros - Takanori Gomi - Jens Pulver - Marcus Aurélio |